# Elleore
Elleore (sammensat af elle(krat) og ore) er en dansk ø beliggende i Roskilde Fjord. Øen hører til Himmelev Sogn i Roskilde Kommune.
I 1907 optoges filmen Løvejagten på Elleore.
Øen blev købt af en gruppe lærere fra Frederik Barfods Skole i 1944 og udråbt til et kongerige med egne frimærker osv. Elleore er et monarki med parlamentarisk ledelse.[kilde mangler]
Ifølge øens egne legender kommer navnet fra at irske munke i 944 skulle have udråbt hic est elie ore, latin for her er den gyldne ø.

## Monarker
Elleore har haft syv monarker siden dens begyndelse.
- Erik I (1945–1949)
- Leo I den Lille (1949–1960)
- Erik II den Storartede (1961–1972)
- Leo II den Folkekære (1972–1983)
- Leodora den Dydige (1983–2003)
- Leo III (2003–2022)
- Finn I (2022-nu)[4]

## Ekstern henvisning
- Elleores hjemmeside Arkiveret 7. september 2005 hos  Wayback Machine